# Кузеков, Асхат Сайпиевич
Асхат Сайпиевич Кузеков (каз. Асхат Сәйпиұлы Күзеков, род. 7 июня 1950 года, село Баянаул, Павлодарская область, Казахская ССР) — казахстанский государственный деятель, депутат сената парламента Республики Казахстан от Павлодарской области (2011—2017).

## Биография
Происходит из рода бегендык племени аргын.
1970 год — монтёр Баянаульского районного узла связи.
В 1977 году окончил Ташкентский электротехнический институт связи.
1977—1994 годы — инженер, начальник цеха Баянаульского районного узла связи, старший, главный инженер, первый заместитель начальника Павлодарского ОПТУ связи.
1994—1997 годы — директор Павлодарской областной дирекции телекоммуникаций.
1997—2000 годы — вице-президент АО «Казахтелеком».
2000—2011 годы — генеральный директор Павлодарской областной дирекции телекоммуникаций.
В 2004 году получил учёное звание кандидат экономических наук, тема диссертации: «Управление локальными монополиями в сфере информационных услуг (на примере Павлодарской области)».
2007—2011 годы — депутат Павлодарского областного маслихата.
2011—2017 годы — депутат сената парламента Республики Казахстан от Павлодарской области.

## Награды
- Орден «Курмет» (2005)
- Орден «Парасат» (2014)
- Медаль «10 лет независимости Республики Казахстан» (2001)
- Медаль «20 лет независимости Республики Казахстан» (2011)
- Почётный связист
- Памятный знак «МПА СНГ. 25 лет» (27 марта 2017 года, Межпарламентская ассамблея СНГ) — за содействие в деятельности Межпарламентской Ассамблеи и её органов[4]
- Почётная грамота Совета МПА СНГ (24 ноября 2016 года, Межпарламентская ассамблея СНГ) — за активное участие в деятельности Межпарламентской Ассамблеи и её органов, вклад в укрепление дружбы между народами государств — участников Содружества Независимых Государств[5]